# Cross-Harbour Tunnel
Der Cross-Harbour Tunnel, kurz CHT, auch XHT, ⊙ (chinesisch 香港海底隧道, Pinyin Xiānggǎng Hǎidǐ Suìdào, Jyutping Hoeng1gong2 Hoi2dai2 Seoi6dou6, kurz 海隧,  Hǎisuì, Jyutping Hoi2seoi6) ist der erste Unterwassertunnel in Hongkong. Der 1972 eröffnete Tunnel mit jeweils zwei Fahrstreifen in beide Richtungen war die erste Straßenverbindung zwischen Kowloon und Hong Kong Island. Vor der Inbetriebnahme dieser Tunnelverbindung musste der gesamte Autoverkehr, der den Victoria Harbour überquert, noch mit Hilfe von Autofähren, wie z. B. von der noch bis heute existierenden Star Ferry Company, Ltd, bewältigt werden.
Neben dem 1989 fertiggestellten Eastern Harbour Crossing (東區海底隧道, kurz 東隧) und dem seit 1997 in Betrieb genommenen Western Harbour Crossing (西區海底隧道, kurz 西隧) ist der Cross-Harbour Tunnel von den drei Straßentunneln unter dem Victoria Harbour der am stärksten ausgelastete. Wochentags fahren täglich durchschnittlich bis zu 122.000 Fahrzeuge durch den Tunnel, bei einer optimalen, staufreien Kapazität von bis zu 110.000 Fahrzeugen. 2021 beträgt die Gesamtzahl der Kfz ca. 1,8 Mio., die jährlich über dem Cross-Harbour Tunnel oder auf der Hafenfähre in beiden Richtungen durchqueren.
Das Nordportal bzw. die nördliche Einfahrt auf der Festlandseite befindet sich im Kowlooner Stadtteil Hung Hom, wo auch die Schalter für die Mautgebühr in beide Fahrtrichtungen sich befinden, daher nennen Hongkonger Bürger den Tunnel umgangssprachlich auch Hunghom-Tunnel (紅磡海底隧道, kurz 紅隧). Das Südportal bzw. die südliche Einfahrt auf der Inselseite befindet sich auf der ehemaligen vorgelagerten Kellett Island, die aufgrund Landgewinnung Teil der Küstenlinie Hong Kong Islands geworden ist, im Stadtteil Causeway Bay. Der Tunnel ist 1,86 km lang und besteht aus zwei Röhren mit jeweils zwei Fahrstreifen. Die Bauweise erfolgte als Absenktunnel. Der CHT gehört zur Teilstrecke des Hongkonger Autobahnsystems Route 1.

## Geschichte

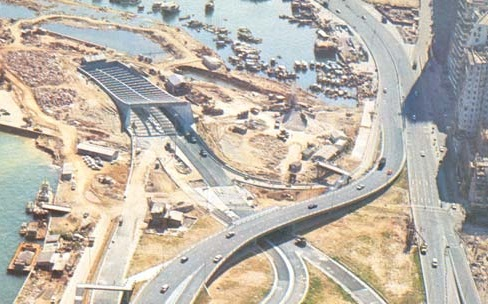
Bau des südlichen Portals – Einfahrt Causeway Bay – “Kellett Island”, ca. 1970

Die Hongkonger Regierung wandte für die Durchführung des Tunnelprojekts das Betreibermodell „Build Operate Transfer“, kurz „BOT“, an; für die Finanzierung und Bau war ein privatwirtschaftliches Unternehmen zuständig, das für 30 Jahre die Konzession für den Betrieb und die Einnahme von Mautgebühren erhielt. Die Konzession wurde an die damalige Cross-Harbour Tunnel Company Limited (香港隧道有限公司), heute: Cross-Harbour Holdings Limited (港通控股有限公司), vergeben, die 1965 zur Durchführung des Tunnelprojekts gegründet wurde. Die Hongkonger Regierung beteiligte sich zu 20 %, um ihren Einfluss am Projekt nicht vollständig abzugeben. Der Tunnel wurde mit zwei Fahrstreifen pro Fahrtrichtung für eine Kapazität von 80.000 Fahrzeugen entworfen. Das Projekt wurde bautechnisch von den britischen Ingenieurbüros Scott Wilson Kirkpatrick & Partners bzw. Freeman Fox & Partners gemeinsam betreut.
Der Bau begann im September 1969 und sollte vier Jahre dauern. Die Konzessionszeit lief bereits ab Baubeginn, sodass der Betreiber den Bau ein Jahr schneller als geplant durchführte. Am 2. August 1972 wurde der Tunnel für den Verkehr eröffnet und kostete für PKW 5 HK$ pro Durchfahrt. Bereits nach dreieinhalb Jahren Betrieb hatte der Betreiber die Baukosten wieder eingespielt.
Im Jahr 1984 führte die Hongkonger Regierung eine Steuer zusätzlich zur Mautgebühr des Betreibers ein, um den überfüllten Tunnel preislich weniger attraktiv zu gestalten. Der Preis für eine PKW-Durchfahrt betrug nun 10 HK$.
Im Jahr 1993 wurde ein elektronisches System zur automatischen Abbuchung von Mautgebühren installiert. Zusammen mit Maßnahmen zur Steuerung des Verkehrsflusses konnte die Fahrzeugkapazität erhöht werden.
Am 1. September 1999 lief die Konzession ab, und alle Rechte fielen an die Hongkonger Regierung zurück. Die Mautgebühr wurde auf 20 HK$ für PKW erhöht. Die Regierung beauftragte die Cross-Harbour Tunnel Company, nun umbenannt zu Cross-Harbour (Holdings), den Betrieb weiter durchzuführen. Im Jahr 2010 wurde die Serco Group (HK) Limited (信佳集團管理有限公司) mit dem Weiterbetrieb beauftragt. Am 31. Oktober 2016 gewann die Chun Wo Development Holdings Limited (俊和發展集團) bei der Ausschreibung die Konzession zum Tunnelbetrieb und Management für sechs Jahre. 2022 gewann die Serco Group die Ausschreibung mit dem sechsjährigen Vertrag der Hongkonger Transport Department (Verkehrsbehörde) als Tunnelbetreiber bis 2028.

### Mautentwicklung des CHT
| Typ | Fahrzeugkategorie                                                   | Eröffnung 1972 bis 31. Mai 1984 | 1. Jun. 1984 bis 31. Aug. 1999 | 1. Sept. 1999 bis heute |
| --- | ------------------------------------------------------------------- | ------------------------------- | ------------------------------ | ----------------------- |
| 1   | motorisiertes Zweirad / Dreirad                                     | 3 HK$                           | 4 HK$                          | 8 HK$                   |
| 2   | Pkw                                                                 | 5 HK$                           | 10 HK$                         | 20 HK$                  |
| 2   | Taxi                                                                | 5 HK$                           | 10 HK$                         | 10 HK$                  |
| 3   | öffentlicher & privater Leichtbus (Public & Private Light Bus, PLB) | 8 HK$                           | 10 HK$                         | 10 HK$                  |
| 4   | leichte Lkw bis 5,5 t                                               | 8 HK$                           | 15 HK$                         | 15 HK$                  |
| 5   | mittlere Lkw zw. 5,5 und 24 t                                       | 10 HK$                          | 20 HK$                         | 20 HK$                  |
| 6   | schwere Lkw über 24 t                                               | 15 HK$                          | 30 HK$                         | 30 HK$                  |
| 7   | öffentlicher & privater Omnibus (Eindeckerbus)                      | 10 HK$                          | 10 HK$                         | 10 HK$                  |
| 8   | öffentlicher & privater Omnibus (Doppeldeckerbus)                   | 15 HK$                          | 15 HK$                         | 15 HK$                  |
| 9   | pro Fahrzeugachse – bei Fahrzeuge über zwei Achsen                  | 5 HK$                           | 10 HK$                         | 10 HK$                  |

### Mautvergleich aller 3 Hafentunnel
| Typ | Fahrzeugkategorie                                                   | Cross-Harbour Tunnel (CHT) | Eastern Harbour Crossing (EHC) | Western Harbour Crossing (WHC) |
| --- | ------------------------------------------------------------------- | -------------------------- | ------------------------------ | ------------------------------ |
| 1   | motorisiertes Zweirad / Dreirad                                     | 8 HK$                      | 13 HK$                         | 25 HK$                         |
| 2   | Pkw                                                                 | 20 HK$                     | 25 HK$                         | 75 HK$                         |
| 2   | Taxi                                                                | 10 HK$                     | 25 HK$                         | 70 HK$                         |
| 3   | öffentlicher & privater Leichtbus (Public & Private Light Bus, PLB) | 10 HK$                     | 38 HK$                         | 85 HK$                         |
| 4   | leichte Lkw bis 5,5 t                                               | 15 HK$                     | 38 HK$                         | 85 HK$                         |
| 5   | mittlere Lkw zw. 5,5 und 24 t                                       | 20 HK$                     | 50 HK$                         | 110 HK$                        |
| 6   | schwere Lkw über 24 t                                               | 30 HK$                     | 75 HK$                         | 140 HK$                        |
| 7   | öffentlicher & privater Omnibus (Eindeckerbus)                      | 10 HK$                     | 50 HK$                         | 140 HK$                        |
| 8   | öffentlicher & privater Omnibus (Doppeldeckerbus)                   | 15 HK$                     | 75 HK$                         | 200 HK$                        |
| 9   | pro Fahrzeugachse – bei Fahrzeuge über zwei Achsen                  | 10 HK$                     | 25 HK$                         | 30 HK$                         |

Quelle: Hong Kong Transport Department – HKTD
Stand: September 2022

## Wartung
Die täglichen routinemäßigen Wartungs- und Reparaturarbeiten der Tunnelröhren finden jeweils zum verkehrsarmen Zeitraum zur Mitternachtsstunde statt. Dabei wird eine der beiden Tunnelröhren für den normalen Verkehrsbetrieb geschlossen. Bis in die frühen Morgenstunden wird in dem einzigen für den normalen Kraftfahrzeugverkehr freigegebenen Tunnelrohr auf zwei Fahrstreifen der Verkehr in beiden Richtungen zwischen der Insel Hongkong und der Halbinsel Kowloon abgewickelt. In dem anderen zur Wartung freigegebenen Tunnelrohr finden währenddessen verschiedene Wartungs- bzw. Reparaturarbeiten zur Fahrbahn und Tunnelanlage statt. Am Morgen des 27. November 2001 führte eine verspätete Freigabe der zur Wartungsarbeit geschlossenen Tunnelröhre zum Verkehrskollaps zwischen der Insel und dem Festland im morgendlichen Berufsverkehr Hongkongs. Ein kilometerlanger Verkehrsstau sowohl auf der Insel- als auch auf der Halbinselseite bildete ein „Kreuz aus verstopften Fahrzeugen“ und legte stundenlang die Zubringerstraßen rund um den CHT lahm.

## Rezeption
In dem im April 2017 veröffentlichten Hongkonger Action-Streifen Shock Wave, ein Film um das Bombenentschärfungskommando der Hongkonger Polizei, gespielt und koproduziert von Andy Lau, ist der Cross-Harbour Tunnel einer der Haupthandlungsorte der Geschichte.